# 相談天国
「相談天国」（そうだんてんごく）は、日本のロックバンド、THE HIGH-LOWSの5枚目のシングル。1996年6月24日発売。発売元はキティ。

## 解説
ジャケットは車のペーパークラフトであり、これは日産自動車のS14型シルビアのCMソング（CMには宝生舞が出演）だったため、ペーパークラフトはS14型シルビアをイメージしたジャケットである。ジャケットをコピーして「ハイロウズカー」が作れるという特典もある。
サッカーのヴィッセル神戸サポーターが応援ソングに使用していた時期があった。

## 収録曲
| 全編曲: THE HIGH-LOWS。 |                                |            |            |      |
| #                       | タイトル                       | 作詞       | 作曲       | 時間 |
| 1.                      | 「相談天国」                   | 真島昌利   | 真島昌利   | 4:10 |
| 2.                      | 「デトロイト・モーター・ブギ」 | 甲本ヒロト | 甲本ヒロト | 3:54 |
| 合計時間:               | 合計時間:                      | 合計時間:  | 合計時間:  | 8:04 |

## 楽曲解説
1. 相談天国
日産S14型シルビア・CMソング
リフ、楽曲構成から、ディープ・パープルの『Burn（紫の炎）』と『ハイウェイ・スター』のオマージュである。サビのメロディーと歌詞は昭和生まれの日本人なら誰もが知っていると思われるあそび歌『はないちもんめ』の引用。
2. デトロイト・モーター・ブギ
タイトルとイントロはキッスの『デトロイト・ロック・シティ』のオマージュ。